# Timon Wellenreuther
Timon Wellenreuther (Karlsruhe, 1995. december 3. –) német labdarúgó, aki jelenleg az RSC Anderlecht játékosa.

## Pályafutása
Pályafutását ifjúsági szinten 2002 és 2005 között a Bulacher SC csapatánál töltötte, majd két éven keresztül az SVK Beiertheim csapatában szerepelt. A következő állomás a SpVgg Durlach-Aue csapata volt, de egy szezon után tovább állt a FC-Astoria Walldorf csapatához. 2010-ben a Karlsruher SC akadémiájához került, ahol egészen az U19-es csapatig vitte, majd 2012-ben leszerződtette a Schalke 04. Itt az utánpótlás csapatokban szerepelt, majd 2014-ben a felnőtt és a második csapat keretébe került. A második csapatban első számú kapusa lett csapatának. 2015 nyarán részt vett az U20-as válogatottal a 2015-ös U20-as labdarúgó-világbajnokságon, de csak másodszámú kapus volt. A tornát követően kölcsönbe került a spanyol másodosztályba szereplő RCD Mallorca csapatához, ahol 33 bajnokin védett. 2017. május 23-án két évre szóló szerződést írt alá a holland Willem II csapatával. 2020. június 5-én 2023/24-es szezonig írt alá a belga RSC Anderlechthez.

## Statisztika
(2016. december 3. szerint)
| Klub          | Szezon   | Bajnokság | Bajnokság | Kupa  | Kupa | Európa | Európa | Összesen | Összesen | Összesen |
| Klub          | Szezon   | Meccs     | Gól       | Meccs | Gól  | Meccs  | Gól    | Meccs    | Gól      |          |
| ------------- | -------- | --------- | --------- | ----- | ---- | ------ | ------ | -------- | -------- | -------- |
| Karlsruher SC |          |           |           |       |      |        |        |          |          |          |
| 2012–13       | 0        | 0         | 0         | 0     | 0    | 0      | 0      | 0        |          |          |
| Összesen      | Összesen | 0         | 0         | 0     | 0    | 0      | 0      | 0        | 0        |          |
| Schalke 04 II |          |           |           |       |      |        |        |          |          |          |
| 2014–15       | 16       | 0         | 0         | 0     | 0    | 0      | 16     | 0        |          |          |
| 2016–17       | 3        | 0         | 0         | 0     | 0    | 0      | 3      | 0        |          |          |
| Összesen      | Összesen | 19        | 0         | 0     | 0    | 0      | 0      | 19       | 0        |          |
| Schalke 04    |          |           |           |       |      |        |        |          |          |          |
| 2014–15       | 8        | 0         | 0         | 0     | 2    | 0      | 10     | 0        |          |          |
| Összesen      | Összesen | 8         | 0         | 0     | 0    | 2      | 0      | 10       | 0        |          |
| RCD Mallorca  |          |           |           |       |      |        |        |          |          |          |
| 2015–16       | 33       | 0         | 0         | 0     | 0    | 0      | 33     | 0        |          |          |
| Összesen      | Összesen | 33        | 0         | 0     | 0    | 0      | 0      | 33       | 0        |          |
| Összesen      | Összesen | 60        | 0         | 0     | 0    | 2      | 0      | 62       | 0        |          |

## Család
Apja, Ingo Wellenreuther német politikus és a Karlsruher SC csapatának korábbi elnöke.